# Serra d'Altrera
La Serra d'Altrera és una serra situada al municipi de Masarac a la comarca de l'Alt Empordà, amb una elevació màxima de 162 metres.